# Carex hotaizanensis
Carex hotaizanensis là một loài thực vật có hoa trong họ Cói. Loài này được Akiyama mô tả khoa học đầu tiên năm 1940.